# Ramy Imam
Ramy Imam o Rami Imam (en árabe: رامي إمام) (El Cairo, 25 de noviembre de 1974) es un cineasta egipcio.

## Biografía
Hijo del famoso actor egipcio Adel Imam, Ramy nació en El Cairo en 1974 y se graduó del departamento de teatro de la Universidad Americana en El Cairo en 1999. Hizo su debut como actor en el largometraje Fast Asleep. Más tarde se desempeñó como director de escena y empezó a dirigir películas y series de televisión, profesión con la que ha ganado reconocimiento en su país.
En 2016 fundó su propia compañía de producción llamada Magnum, con la que ha producido algunas series de televisión en Egipto.

## Filmografía

### Como actor
- Fast asleep

### Como director

#### Cine
- Booha
- 1/8 Dastet Ashrar
- A Natural-Born Fool
- Ameer El-Zalam
- Hassan and Marcus[5]
- Kalashnikov
- Sun and Moon

#### Televisión
- Ayza Atgawz
- Firqat Naji Atallah (2012)
- Al Araaf (2013)
- Saheb El Saa'da (2014)
- Mamoun We Shoraka (2015)
- Ostaz We Ra'is Qesm (2016)
- Afaret Adly Allam (2017)
- Awalem Khafeya (2018)